# كينيث إم. ريغان
كينيث إم. ريغان هو سياسي أمريكي، ولد في 6 مارس 1893 في ماونت موريس في الولايات المتحدة، وتوفي في 15 أغسطس 1959 في سانتا فيه في الولايات المتحدة. نشط حزبياً في الحزب الديمقراطي.

## مناصب
- انتخب عمدة (1929 – 1932).
- انتخب عضو مجلس بلدية [الإنجليزية]‏.
- انتخب عضو مجلس ولاية تكساس ‏ (1933 – 1937).
- انتخب عضو مجلس النواب الأمريكي [الإنجليزية]‏.